# Convento di Sant'Antonio (Tora e Piccilli)
Il convento di S.Antonio, di proprietà del Fondo edifici di culto, è stato costruito nel 1709, alla media distanza dai paesi di Tora e Piccilli, per volere del duca e barone di Tora, Francesco Galluccio, che lo affidò ai Padri Cappuccini. La chiesa del convento, preesistente, fu consacrata nel 1683.
Nel 1806, in conseguenza delle leggi napoleoniche, il convento divenne proprietà demaniale.
Un decreto ministeriale del 2 ottobre 1835 lo riapriva al culto religioso, anche se al Comune fu riservata parte dei locali per allocarvi la Casa Comunale e l'Archivio municipale.
Nel 1860, durante la battaglia del Volturno, si trasformò in ospedale per i garibaldini feriti. Fu soppresso nel 1867 .
Dopo varie vicissitudini, nel 1904, su richiesta del vescovo della Diocesi di Teano-Calvi e del sindaco di Tora e Piccilli, Girolamo Falco, fu riaperto e occupato dai frati della Provincia di S.Angelo. Nel 1905 il convento era popolato da venticinque frati e nel 1907 vi erano tredici sacerdoti.
Dall'ottobre 1917 sino al 12 gennaio 1918 vi dimorò san Leopoldo da Castelnuovo.
Nella prima metà del '900 una curiosa tradizione voleva che ogni anno venisse regalato ai frati un maialetto. Gli anziani di Tora ricordano ancora che per le vie del paese circolava liberamente «gliu porco re S.Antonio», che portava una campanella al collo per richiamare l'attenzione dei torani, che devotamente lo alimentavano di porta in porta. Era ritenuto sacro, perché offerto al Santo. Quando il maialetto aveva terminato il giro per il paese, ritornava tranquillo al suo convento.
Dal 1999 i cappuccini della provincia di Foggia hanno abbandonato il convento, affidandolo alla casa di noviziato della comunità mariana Oasi della Pace, costituita giuridicamente il 25 marzo 1987. Dal novembre 2019 anche questa comunità ha lasciato il convento che è ora inutilizzato .
Attualmente il Convento resta chiuso e temporaneamente vi sono stati collocati gli uffici Comunali in attesa della fine dei lavori di ristrutturazione della casa Comunale (addì 07 maggio 2024).